# 1819年の相撲
1819年の相撲（1819ねんのすもう）は、1819年の相撲関係のできごとについて述べる。

## 興行
- 3月場所（江戸相撲）[1]
  - 興行場所:本所回向院
  - 3月28日（旧3月3日）より晴天10日間興行
- 5月場所（大坂相撲）[1]
  - 興行場所:難波新地
- 11月場所（江戸相撲）[2]
  - 興行場所:本所回向院
  - 12月22日（旧11月6日）より晴天10日間興行